# Ститфалл, Рональд Фредерик
Рональд Фредерик «Рон» Ститфалл (англ. Ronald Frederick "Ron" Stitfall 14 декабря 1925, Кардифф, Уэльс — 22 июня 2008) — валлийский футболист, защитник клуба «Кардифф Сити» и национальной сборной Уэльса. Обладатель Кубка Уэльса 1955-56, 1958-59 годов, финалист Кубка Уэльса 1959-60 годов. Ститфалл относится к достаточно редкой категории футболистов, проведших всю свою футбольную карьеру в одном клубе.

## Карьера
Ститфалл присоединился к «Кардиффу» в 1939 году в возрасте 14 лет, приняв участие в нескольких товарищеских матчах клуба. Профессиональный период его карьеры начался в октябре 1947 года, после его возвращения с фронта Второй мировой войны. Это был матч против «Брэдфорд Сити», который Рональд провёл на позиции левого защитника, заменив Альфа Шервуда, вызванного в национальную сборную Уэльса. Матч закончился со счётом 0-0, благодаря тому, что Ститфалл на последней минуте выбил мяч с линии ворот своей команды.
За несколько лет своей карьеры Ститфалл занимал разные позиции в тактической схеме своего клуба, включая функции нападающего в сезоне 1949—1950 годов, когда он забил 5 голов. Более 10 лет Рональд в паре с другой кардиффской легендой футбола — Альфом Шервудом (пока тот не покинул клуб в 1955 году) составлял основу оборонительных порядков команды. Всего за свою профессиональную карьеру Ститфалл провёл 18 сезонов, забив 8 голов.
Кроме того, Ститфалл принял участие в двух матчах сборной Уэльса: дебютный — против сборной Англии, состоявшийся 12 ноября 1952 года и закончившийся поражением 5-2, и второй — пять лет спустя, который сборная Уэльса выиграла у сборной Чехословакии в мае 1957 года.
Закончив карьеру футболиста, Ститфалл присоединился к тренерскому составу клуба «Ньюпорт Каунти».

## Достижения
- Обладатель Кубка Уэльса (2): 1956, 1959
- Финалист Кубка Уэльса (1): 1960